# Liste von Nebenflüssen des Rio Paranapanema
Liste von Nebenflüssen des Rio Paranapanema
→ (zurück) zum Nebenfluss-Abschnitt im Rio-Paranapanema-Artikel
Die Liste enthält Nebenflüsse des Rio Paranapanema, die in OpenStreetMap namentlich ausgewiesen sind (Stand: Januar 2023).
Längen- und Höhenangaben fußen auf OSM-Daten.
Die Höhenangaben werden mit dem Tool Google Maps Koordinaten einfach und schnell finden (Vivid Planet Software GmbH Internet Agentur und Webdesign Salzburg) festgelegt.
Die Länge und die Fluss-Kilometer werden anhand der Längenfunktion für die OSM-Wege ermittelt. Beispiel: "Weg: Rio Paranapanema"> "Bearbeiten" (als angemeldeter OSM-Nutzer) > "Kartendaten" > "Maße-Feld anzeigen".
| Nebenfluss                                              | Nebenfluss                                    | Nebenfluss                                    | Mündung  | Mündung             | Mündung                           |
| Name                                                    | Lage                                          | Länge (km)                                    | Höhe (m) | bei Paranapanema-km | Munizip                           |
| ------------------------------------------------------- | --------------------------------------------- | --------------------------------------------- | -------- | ------------------- | --------------------------------- |
| 1.) Oberlauf ab Ursprung                                | 1.) Oberlauf ab Ursprung                      | 1.) Oberlauf ab Ursprung                      | 855      | 0                   | Capão Bonito                      |
| Rio Turvo                                               | rechts                                        | 90                                            | 608      | 97,8                | Gramadão, São Miguel Arcanjo      |
| Rio Capivarí                                            | rechts                                        | 31                                            | 595      | 167,6               | Varginha, Campina do Monte Alegre |
| Rio Paranapitanga                                       | links                                         | 76                                            | 593      | 173,3               | Aracaçu                           |
| Rio Itapetininga mit Rio Turvo                          | rechts                                        | 283                                           | 587      | 197,3               | Campina do Monte Alegre           |
| Rio Apiai-Guaçu                                         | links                                         | 150                                           | 575      | 234,6               | Aracaçu                           |
| 2.) Mittellauf ab Mündung des Rio Apiai-Guaçu           | 2.) Mittellauf ab Mündung des Rio Apiai-Guaçu | 2.) Mittellauf ab Mündung des Rio Apiai-Guaçu | etwa 570 | etwa 250            |                                   |
| Rio Guareí                                              | rechts                                        | 108                                           | 567      | 258,0               | Angatuba                          |
| Córrego do Boi Branco                                   | links                                         | 50                                            | 560      | 302,1               | Paranapanema                      |
| Rio Taquari mit Rio Taquari-Guaçu und Córrego do Saival | links                                         | 303                                           | 560      | 332,1               | Piraju                            |
| Rio Itararé                                             | links                                         | 254                                           | 470      | 456,8               | Ribeirão Claro, Timburi           |
| Ribeirão Claro                                          | links                                         | 19                                            | 415      | 465,4               | Ribeirão Claro                    |
| Ribeirão Anhumas                                        | links                                         | 35                                            | 415      | 469,8               | Ribeirão Claro                    |
| Rio Pardo (Paranapanema)                                | rechts                                        | 264                                           | 381      | 509,5               | Ourinhos                          |
| 3.) Unterlauf ab Salto Grande                           | 3.) Unterlauf ab Salto Grande                 | 3.) Unterlauf ab Salto Grande                 | etwa 360 | etwa 500            |                                   |
| Rio das Cinzas                                          | links                                         | 240                                           | 336      | 585,4               | Itambaracá, Santa Mariana         |
| Rio Tibaji                                              | links                                         | 620                                           | 324      | 656,4               | Sertaneja, Primeiro de Maio       |
| Ribeirão Laranja Doce                                   | rechts                                        | 72                                            | 324      | 690,8               | Nantes, Taciba                    |
| Ribeirão Anhumas                                        | rechts                                        | 25                                            | 284      | 707,5               | Taciba, Narandiba                 |
| Ribeirão do Capim                                       | links                                         | 14                                            | 284      | 710,5               | Porecatu                          |
| Ribeirão Centenário                                     | links                                         | 30                                            | 284      | 722,5               | Centenário do Sul                 |
| Ribeirão das Antas                                      | links                                         | 24                                            | 284      | 737,5               | Lupionópolis, Santo Inácio        |
| Ribeirão Santo Inácio                                   | links                                         | 45                                            | 284      | 754,5               | Santo Inácio                      |
| Rio Pirapó                                              | links                                         | 261                                           | 234      | 776,1               | Itaguajé, Jardim Olinda           |
| Ribeirão Pirapozinho                                    | rechts                                        | 37                                            | 234      | 777,1               | Sandovalina, Cuiabá Paulista      |
| Córrego Nhancá                                          | rechts                                        | 40                                            | 254      | 780,1               | Cuiabá Paulista                   |
| Córrego da Lontra                                       | rechts                                        | 3                                             | 254      | 783,1               | Cuiabá Paulista                   |
| Ribeirão São Francisco                                  | links                                         | 93                                            | 254      | 828,1               | Inajá                             |
| Ribeirão São Miguel                                     | links                                         | 12                                            | 254      | 836,1               | Santo Antônio do Caiuá            |
| Ribeirão Caiuá                                          | links                                         | 63                                            | 254      | 839,1               | Santo Antônio do Caiuá, Paranavaí |
| Ribeirão da Coroa de Frade                              | links                                         | 49                                            | 254      | 857,1               | Paranavaí, Terra Rica             |
| Ribeirão Sedama                                         | rechts                                        | 19                                            | 254      | 866,1               | Euclides da Cunha Paulista        |
| Água do Trajano                                         | links                                         | 16                                            | 254      | 870,1               | Terra Rica                        |
| Córrego Água Guairaçá                                   | links                                         | 24                                            | 254      | 877,1               | Terra Rica                        |
| Ribeirão do Corvo                                       | links                                         | 49                                            | 254      | 885,1               | Terra Rica, Diamante do Norte     |
| Rio Tigre (mit Oberlauf Ribeirão do Pavão)              | links                                         | 49                                            | 239      | 907,1               | Nova Londrina                     |
| Córrego Água da Marilena                                | links                                         | 15                                            | 238      | 914,1               | Marilena                          |
| 4.) Mündung                                             | 4.) Mündung                                   | 4.) Mündung                                   | 238      | 916,1               | Marilena                          |